# Герб Оейраша
Ге́рб Ое́йраша — офіційний символ містечка Оейраш, Португалія. Використовується як територіальний герб. У чорному щиті чотири срібні півмісяці, з'єднані рогами один з одним у формі хреста. Всередині хреста синє поле, в якому срібний лебідь із золотим дзьобом і лапами, що має на грудях золоту восьмикутну зірку. У главі щита розміщені два пурпурні виноградні грона із золотим листям. Внизу щита п'ять хвилястих смуг — три срібні, а між ними одна синя і одна зелена. Щит увінчує срібна мурована містечкова корона з чотирма вежами.  Під щитом біла стрічка, на якій великими літерами напис португальською: «vila de Oeiras» (містечко Оейраш).  Офіційно затверджений 28 жовтня 1937 року.  

## Галерея

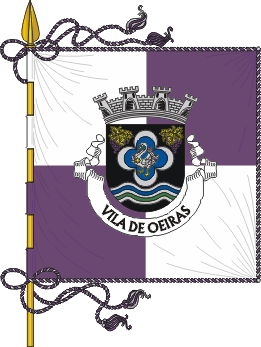
Прапор